# Ek Hasina Thi (film)
Ek Hasina Thi (in hindī एक हसीना थी) è un film del 2004 diretto da Sriram Raghavan.

## Trama
Sarika, impiegata di un'agenzia turistica, inizia una relazione con Karan. Su richiesta di quest'ultimo ospita in casa quello che si rivela un malvivente, che il giorno stesso viene ucciso in una sparatoria con la polizia. Gli agenti trovano da Sarika la valigia dell'uomo con armi e denaro e la arrestano per complicità. Karan, tramite un avvocato di fiducia, promette a Sarika di farla uscire di prigione in poco tempo, ma la ragazza viene condannata a sette anni di reclusione. Nel duro ambiente del carcere Sarika impara a difendersi e, dopo aver capito di essere stata ingannata, inizia a pensare alla vendetta.